# Lijst van premiers van Roemenië
De premier van Roemenië staat aan het hoofd van de Raad van Ministers en deelt samen met de president van Roemenië in de uitvoerende macht.

## Lijst van premiers van Roemenië (1862-heden)

### Premiers (1862-1947)
| Premier | Premier                                                                                                   | Ambtstermijn      | Ambtstermijn      | Partij       | Partij |
| ------- | --- | ----------------- | ----------------- | ------------ | ------ |
|         | Barbu Catargiu (1807-1862)                                                                                | 15 februari 1862  | 8 juni 1862       | Conservatief |        |
|         | Apostol Arsache (1789-1874)                                                                               | 8 juni 1862       | 24 juni 1862      | Conservatief |        |
|         | Nicolae Crețulescu (1812-1900)                                                                            | 24 juni 1862      | 24 oktober 1863   | Moderaat     |        |
|         | Mihail Kogălniceau (1817-1891)                                                                            | 24 oktober 1863   | 6 februari 1865   | Liberaal     |        |
|         | Nicolae Crețulescu (1812-1900)                                                                            | 6 februari 1865   | 24 mei 1866       | Moderaat     |        |
|         | Lascăr Catargiu (1823-1899)                                                                               | 24 mei 1866       | 15 juli 1866      | Conservatief |        |
|         | Constantin A. Rosetti (1816-1885) (waarnemend)                                                            | 15 juli 1866      | 16 juli 1866      |              |        |
|         | Prins Ion Ghica (1817-1897)                                                                               | 16 juli 1866      | 13 maart 1867     | Moderaat     |        |
|         | Nicolae Crețulescu (1812-1900)                                                                            | 13 maart 1867     | 26 november 1867  | Moderaat     |        |
|         | Ștefan Golescu (1809-1874)                                                                                | 16 november 1867  | 12 mei 1868       | Liberaal     |        |
|         | Nicolae Constantin Golescu (1810-1877)                                                                    | 12 mei 1868       | juli 1868         | Liberaal     |        |
|         | Ion Constantin Brătianu (1821-1891)                                                                       | juli 1868         | 28 november 1868  | Liberaal     |        |
|         | Prins Dimitrie Ghica (1816-1897)                                                                          | 28 november 1868  | 14 februari 1870  | Moderaat     |        |
|         | Alexandru G. Golescu (1819-1881)                                                                          | 14 februari 1870  | 1 mei 1870        |              |        |
|         | Manolache Costache Epureanu (1823-1880)                                                                   | 1 mei 1870        | 26 december 1870  | Liberaal     |        |
|         | Prins Ion Ghica (1817-1897)                                                                               | 26 december 1870  | 24 maart 1871     | Moderaat     |        |
|         | Lascăr Catargiu (1823-1899)                                                                               | 24 maart 1870     | 17 april 1876     | Conservatief |        |
|         | Ion Emanuel Florescu (1819-1893)                                                                          | 17 april 1876     | 6 mei 1876        | PL           |        |
|         | Manolache Costache Epureanu (1823-1880)                                                                   | 6 mei 1876        | 5 mei 1876        | PL           |        |
|         | Ion Constantin Brătianu (1821-1891)                                                                       | 5 mei 1876        | 19 april 1881     | PL           |        |
|         | Dimitrie C. Brătianu (1817-1892)                                                                          | 19 april 1881     | 21 juni 1881      | PL           |        |
|         | Ion Constantin Brătianu (1821-1891)                                                                       | 21 juni 1881      | 13 april 1888     | PL           |        |
|         | Theodor Rosetti (1837-1932)                                                                               | 13 april 1888     | 11 april 1889     | PC           |        |
|         | Lascăr Catargiu (1823-1899)                                                                               | 11 april 1889     | 2 maart 1891      | PC           |        |
|         | Ion Emanuel Florescu (1819-1893)                                                                          | 2 maart 1891      | 29 december 1891  | PL/PC        |        |
|         | Lascăr Catargiu (1823-1899)                                                                               | 29 december 1891  | 15 oktober 1895   | PC           |        |
|         | Dimitrie Alexandru Sturdza (1833-1914)                                                                    | 15 oktober 1895   | 2 december 1896   | PL           |        |
|         | Petre S. Aurelian (1833-1909)                                                                             | 2 december 1896   | 12 april 1897     | PL           |        |
|         | Dimitrie Alexandru Sturdza (1833-1914)                                                                    | 12 april 1897     | 23 april 1899     | PL           |        |
|         | Prins Gheorghe Cantacuzino (1837-1913)                                                                    | 23 april 1899     | 19 juli 1900      | PC           |        |
|         | Petre P. Carp (1837-1919)                                                                                 | 19 juli 1900      | 27 februari 1901  | PC           |        |
|         | Dimitrie Alexandru Sturdza (1833-1914)                                                                    | 27 februari 1901  | 4 januari 1906    | PL           |        |
|         | Prins Gheorghe Cantacuzino (1837-1913)                                                                    | 4 januari 1906    | 24 maart 1907     | PC           |        |
|         | Dimitrie Alexandru Sturdza (1833-1914)                                                                    | 24 maart 1907     | 9 januari 1909    | PL           |        |
|         | Ion I. Constantin Brătianu (1821-1891)                                                                    | 9 januari 1909    | 14 januari 1911   | PL           |        |
|         | Petre P. Carp (1837-1919)                                                                                 | 14 januari 1911   | 10 april 1912     | PC           |        |
|         | Titu Liviu Maiorescu (1840-1917)                                                                          | 10 april 1912     | 14 januari 1914   | PC           |        |
|         | Ion I. Constantin Brătianu (1821-1891) (vanaf 3 december 1916 hoofd van de regering te Iași)              | 15 januari 1914   | 9 februari 1918   | PNL          |        |
|         | Alexandru Averescu (1859-1938) (hoofd van de regering te Jasy)                                            | 9 februari 1918   | 15 maart 1918     | Militair     |        |
|         | Alexandru Marghiloman (1854-1925) (hoofd van de regering te Iași)                                         | 15 maart 1918     | 24 oktober 1918   | PC           |        |
|         | Constantin Coandă (1857-1932) (hoofd van de regering te Iași)                                             | 24 oktober 1918   | 14 december 1918  | Militair     |        |
|         | Ion I. Constantin Brătianu (1821-1891)                                                                    | 14 december 1918  | 1 oktober 1919    | PNL          |        |
|         | Artur Văitoianu (1864-1956)                                                                               | 1 oktober 1918    | 9 december 1919   | PNR          |        |
|         | Alexandru Vaida-Voevod (1872-1950)                                                                        | 9 december 1919   | 19 maart 1919     | PNR          |        |
|         | Alexandru Averescu (1859-1938)                                                                            | 19 maart 1920     | 18 december 1921  | PP           |        |
|         | Dumitru Take Ionescu (1858-1922)                                                                          | 18 december 1921  | 19 januari 1922   | PCD          |        |
|         | Ion I. Constantin Brătianu (1821-1891)                                                                    | 19 januari 1922   | 30 maart 1926     | PNL          |        |
|         | Alexandru Averescu (1859-1938)                                                                            | 30 maart 1926     | 4 juni 1927       | PP           |        |
|         | Prins Barbu Stirbey (1872-1946)                                                                           | 4 juni 1927       | 21 juni 1927      | partijloos   |        |
|         | Ion I. Constantin Brătianu (1821-1891)                                                                    | 21 juni 1927      | 24 november 1927  | PNL          |        |
|         | Vintilă Brătianu (1867-1930)                                                                              | 24 november 1927  | 11 november 1928  | PNL          |        |
|         | Iuliu Maniu (1873-1953)                                                                                   | 11 november 1928  | 8 juni 1930       | PNT          |        |
|         | Gheorghe G. Mironescu (1874-1949)                                                                         | 8 juni 1930       | 13 juni 1930      | PNT          |        |
|         | Iuliu Maniu (1873-1953)                                                                                   | 13 juni 1930      | 10 oktober 1930   | PNT          |        |
|         | Gheorghe G. Mironescu (1874-1949)                                                                         | 10 oktober 1930   | 19 april 1931     | PNT          |        |
|         | Nicolae Iorga (1871-1940)                                                                                 | 19 april 1931     | 6 juni 1932       | PNT          |        |
|         | Alexandru Vaida-Voevod (1872-1950)                                                                        | 6 juni 1932       | 19 oktober 1932   | PNT          |        |
|         | Iuliu Maniu (1873-1953)                                                                                   | 19 oktober 1932   | 14 januari 1933   | PNT          |        |
|         | Alexandru Vaida-Voevod (1872-1950)                                                                        | 14 januari 1933   | 14 november 1933  | PNT          |        |
|         | Ion Gheorghe Duca (1879-1933)                                                                             | 14 november 1933  | 29 december 1933  | PNL          |        |
|         | Constantin Angelescu (1869-1948)                                                                          | 29 december 1933  | 3 januari 1934    | PNL          |        |
|         | Gheorghe Tătărescu (1886-1957)                                                                            | 3 januari 1934    | 28 december 1937  | PNL          |        |
|         | Octavian Goga (1881-1938)                                                                                 | 28 december 1937  | 11 februari 1938  | PCP          |        |
|         | Patriarch Miron Cristea (1868-1939)                                                                       | 11 februari 1938  | 6 maart 1939      | partijloos   |        |
|         | Armand Călinescu (1893-1939)                                                                              | 7 maart 1939      | 21 september 1939 | FRN          |        |
|         | Gheorghe Argeșanu (1884-1940)                                                                             | 21 september 1939 | 28 september 1939 | FRN          |        |
|         | Constantin Argetoianu (1871-1955)                                                                         | 28 september 1939 | 24 november 1939  | FRN          |        |
|         | Gheorghe Tătărescu (1886-1957)                                                                            | 24 november 1939  | 4 juli 1940       | FRN/PN       |        |
|         | Ion Gigurtu (1886-1959)                                                                                   | 4 juli 1940       | 4 september 1940  | PN           |        |
|         | Ion Victor Antonescu (1882-1946) (sinds 14 september 1940 Conducator al Statului ["Leider van de Staat"]) | 4 september 1940  | 23 augustus 1944  | Militair     |        |
|         | Iuliu Maniu (1873-1953)                                                                                   | 23 augustus 1944  | 27 augustus 1944  | PNT          |        |
|         | Horia Sima (1906-1993) (hoofd fascistische regering in ballingschap in Wenen)                             | 24 augustus 1944  | 12 april 1945     | TPT          |        |
|         | Constantin Sănătescu (1885-1947)                                                                          | 27 augustus 1944  | 2 december 1944   | Militair     |        |
|         | Nicolae Rădescu (1874-1953)                                                                               | 2 december 1944   | 6 maart 1945      | Militair     |        |
|         | Petru Groza (1884-1958)                                                                                   | 6 maart 1945      | 30 december 1947  | FP/FDP       |        |

### Voorzitters van de Raad van Ministers (1948-1989)
| Voorzitter | Voorzitter                         | Ambtstermijn   | Ambtstermijn     | Partij        | Partij |
| ---------- | ---------------------------------- | -------------- | ---------------- | ------------- | ------ |
|            | Petru Groza (1884-1958)            | 1 januari 1948 | 2 juni 1952      | FDP           |        |
|            | Gheorghe Gheorghiu-Dej (1901-1965) | 2 juni 1952    | 2 oktober 1955   | PMR           |        |
|            | Chivu Stoica (1908-1975)           | 2 oktober 1955 | 21 maart 1961    | PMR           |        |
|            | Ion Gheorghe Maurer (1902-2000)    | 21 maart 1961  | 29 maart 1974    | PMR; 1965 RCP |        |
|            | Manea Mănescu (1916-2009)          | 29 maart 1974  | 29 maart 1979    | RCP           |        |
|            | Ilie Verdeț (1925-2001)            | 29 maart 1979  | 21 mei 1982      | RCP           |        |
|            | Constantin Dăscălescu (1923-2003)  | 21 mei 1982    | 22 december 1989 | RCP           |        |

### Premiers (1989-heden)
| Premier        | Premier                                       | Ambtstermijn     | Ambtstermijn     | Partij           | Partij |
| -------------- | --------------------------------------------- | ---------------- | ---------------- | ---------------- | ------ |
|                | Petre Roman (1946) (interim tot 20 juni 1990) | 22 december 1989 | 21 oktober 1991  | FSN              |        |
|                | Theodor Stolojan (1943)                       | 21 oktober 1991  | 4 november 1992  | partijloos       |        |
|                | Nicolae Văcăroiu (1943)                       | 4 november 1992  | 12 december 1996 | partijloos; PDSR |        |
|                | Victor Ciorbea (1954)                         | 12 december 1996 | 30 maart 1998    | PNT-CD           |        |
|                | Gavril Dejeu (1932) (ad interim)              | 30 maart 1998    | 15 april 1998    | PNT-CD           |        |
|                | Radu Vasile (1942-2013)                       | 15 april 1998    | 14 december 1999 | PNT-CD           |        |
|                | Alexandru Athanasiu (1955) (ad interim)       | 14 december 1999 | 22 december 1999 | PDSR             |        |
|                | Constantin Mugur Isărescu (1949)              | 22 december 1999 | 28 december 2000 | partijloos       |        |
|                | Adrian Năstase (1950)                         | 28 december 2000 | 21 december 2004 | PDSR; 2001 PSD   |        |
|                | Eugen Bejinariu (1959) (ad interim)           | 21 december 2004 | 29 december 2004 | PSD              |        |
|                | Călin Popescu-Tăriceanu (1952)                | 28 december 2004 | 22 december 2008 | PNL              |        |
|                | Emil Boc (1966)                               | 22 december 2008 | 6 februari 2012  | PD               |        |
|                | Cătălin Predoiu (1968) (ad interim)           | 6 februari 2012  | 9 februari 2012  | partijloos       |        |
|                | Mihai Răzvan Ungureanu (1968)                 | 9 februari 2012  | 7 mei 2012       | partijloos       |        |
|                | Victor Ponta (1972)                           | 7 mei 2012       | 4 november 2015  | PSD              |        |
|                | Sorin Cîmpeanu (1968) (ad interim)            | 5 november 2015  | 13 november 2015 | partijloos       |        |
|                | Dacian Cioloș (1969)                          | 14 november 2015 | 4 januari 2017   | partijloos       |        |
|                | Sorin Grindeanu (1973)                        | 4 januari 2017   | 21 juni 2017     | PSD              |        |
|                | Mihai Tudose (1967)                           | 29 juni 2017     | 15 januari 2018  | PSD              |        |
|                | Mihai Fifor (1970) (ad interim)               | 15 januari 2018  | 29 januari 2018  | PSD              |        |
|                | Viorica Dăncilă (1963)                        | 29 januari 2018  | 4 november 2019  | PSD              |        |
|                | Ludovic Orban (1963)                          | 4 november 2019  | 7 december 2020  | PNL              |        |
|                | Nicolae Ciucă (1967) (ad interim)             | 7 december 2020  | 23 december 2020 | PNL              |        |
|                | Florin Cîțu (1972)                            | 23 december 2020 | 24 november 2021 | PNL              |        |
|                | Nicolae Ciucă (1967)                          | 25 november 2021 | 15 juni 2023     | PNL              |        |
|                | Cătălin Predoiu (1968) (ad interim)           | 12 juni 2023     | 15 juni 2023     | PNL              |        |
| Marcel Ciolacu | Marcel Ciolacu (1967)                         | 15 juni 2023     | 6 mei 2025       | PSD              |        |
|                | Cătălin Predoiu (1968) (ad interim)           | 6 mei 2025       | heden            | PNL              |        |

## Kleurenlegenda
| Partijloos/neutraal/militair                     |
| Liberalen                                        |
| Conservatieven                                   |
| Boeren                                           |
| Nationalisten                                    |
| Populisten                                       |
| Nationalisten (aanhangers eenheidspartij FRN/PN) |
| Communisten                                      |
| Democraten (aanhangers FSN)                      |
| Sociaaldemocraten                                |

Afkortingen:
- PL = Partidul Liberal (Liberale Partij) (liberaal)
- PC = Partidul Conservator (Conservatieve Partij) (conservatief)
- PNR Partidul Național Român (Nationale Partij van Roemenië) (nationalistisch; Groot-Roemeens [annexatie van Transsylvanië])
- PCP = Partidul Conservator Progresist (Progressieve Conservatieve Partij) (conservatief; democratisch)
- PP = Partidul Poporului (Volkspartij) (populistisch; personalistisch - Averescu -)
- PCD = Partidul Conservator Democrat (Conservatieve Democratische Partij) (conservatief; democratisch)
- PNL = Partidul Național Țărănesc (Nationale Boerenpartij) (Christendemocratisch)
- PNC = Partidul Național Creștin (uiterst recht; fascistisch georiënteerd)
- FRN = Frontul Renașterii Naționale (autoritair; enige legale partij 1938-1940)
- PN = Partidul Națiunii (nationalistisch; autoritair; enige legale partij juli-september 1940)
- TPT = Totul pentru Țară (Alles voor het Land) (fascistisch; extreemrechts; antisemitisch; enige legale partij september 1940-januari 1941 [opvolger van de IJzeren Garde])
- FP = Frontul Plugarilor (Ploegers Front [Landbouwersfront]; procommunistisch)
- FDP = Frontul Democrației Populare (Volksdemocratisch Front) (overkoepelende massaorganisatie van communistische en procommunistische groeperingen en partijen)
- PMR = Partidul Muncitoresc Român (Roemeense Werkerspartij) (communistisch; naam van de communistische partij 1948-1965; enige legale partij medio jaren 50-1965)
- PCR = Partidul Comunist Român (Roemeense Communistische Partij) (communistisch; opvolger van de PMR in 1965; enige legale partij 1965-1989; verboden sinds 1990)
- FSN = Frontul Savarii Nationale (Front voor Nationale Redding) (opgericht op 22 december 1989, bestaande uit excommunisten, sociaaldemocraten, liberalen, Christendemocraten etc.)
- PD = Partidul Democrat (Democratische Partij, opvolger FSN sedert 1993)
- PDSR = Partidul Democrației Sociale din România (Partij van Sociaaldemocratie van Roemenië) (sociaaldemocratisch; ex-communistisch; fuseerde in 2001 met de PSDR tot de PSD)
- PNT-CD = Partidul Național Tărănesc - Creștin Democrat
- PSDR = Partidul Social Democrat România (Roemeense Sociaaldemocratische Partij) (sociaaldemocratie; in 2001 gefuseerd met de PDSR tot de PSD)
- PSD = Partidul Social Democrat (Sociaaldemocratische Partij) (sociaaldemocratisch)